# بيبي (لاعب كرة قدم مواليد 1983)
كيبلير لافيران ليما فيريرا (مواليد 26 فبراير 1983) هو لاعب كرة قدم برتغالي سابق كان يلعب في مركز الدفاع مع نادي ريال مدريد ومنتخب البرتغال لكرة القدم. وأعلن في 8 أغسطس 2024 اعتزاله كرة القدم في عمر 41 عاماً.
انتقل من بورتو إلى ريال مدريد بمبلغ 30 مليون يورو، ويعد من أفضل المدافعين بالعالم ويعوّل عليه الفريق المدريدي كثيرًا في الدفاع وقد أثبت جدارته باللعب أساسيا ودافع عن الفريق باستبسال كبير جدا إلى أن أصيب إصابة خطيرة في مباراة فالنسيا في ملعب المستايا وهي قطع في الرباط الصليبي سيغيب على إثرها عن الملاعب لمدة تقارب 6 أشهر وذلك بعد وقوع خاطئ من كرة اشترك فيها مع هداف فالنسيا دافيد فيا وبعد أن علم اللاعبون خطورة إصابته أرسلوا له جميعا رسائل نصية يبلغونه عن تضامنهم معه وكذلك قائد نادي برشلونة كارلوس بويول وقرر النادي مكافأته فجددوا عقده حتى عام 2015 وزيادة راتبه إلى ثلاثة أضعاف وأيضا لبس الفريق فانيلة عند دخولهم الملعب لمباراتهم مع نادي ريال سرقسطة مكتوب عليها «نحن معك يا بيبي» وانتهت المبارة (6–0) لنادي ريال مدريد. وفي كأس العالم في البرازيل 2014 حصل على بطاقة حمراء في مباراة أمام المنتخب الألماني الذي فاز بنتيجة 4–0.انتقل في صفقة انتقال حر إلى نادي بشكتاش التركي في صيف 2017 بعقد لسنتين. وفي يناير 2019 عاد بيبي إلى ناديه السابق بورتو في صفقة انتقال حر.

## مسيرته الكروية

### نادي مارتيمو
ولد بيبي في مدينة ماسايو بولاية ألاغواس. وسماه والده اسم "كيبلير لافيران" تكريماً للعلماء يوهانس كبلر وشارل لافران. بدأ لعب كرة القدم مع نادي كورينثيانز ألاغوانو، وعُندما بلغ من العمر 18 عامًا، انتقل مع زميله إزيكياش إلى البرتغال للتوقيع مع نادي ماريتيمو في ماديرا حيثُ قضى معظم موسمه الأول مع مارتيميو ب [الإنجليزية]
بعد تصعيده إلى الفريق الأول في موسم 2002–03 تحت قيادة المدرب الأوكراني أناتولي بيشوفتس، نادرًا ما غاب بيبي عن أي مباراة، حيثُ لعب في عدة مراكز بما في ذلك لاعب خط وسط دفاعي.
خلال فترة التحضير لموسم 2002–03 سُمح لبيبي التدرب مع سبورتينغ لشبونة لمدة أسبوعين، بعد ذلك يمكن التفاوض على صفقة انتقاله. لكن لم يتفق الناديان على الشروط المالية وتعثرت المفاوضات، فعاد اللاعب إلى مارتيمو، وساهم في مساعدة مارتيمو على إنهاء الموسم في المركز السادس في 2003–04 وتأهل الفريق إلى كأس الاتحاد الأوروبي حيثُ سجل هدفًا واحدًا في 30 مباراة.

### مواسم 2007–11
في 10 يوليو 2007، وقع ريال مدريد مع بيبي عقدًا لمدة خمس سنوات مقابل 30 مليون يورو قادمًا من نادي بورتو. في 15 مارس 2008، سجل بيبي الهدف الوحيد (بالخطأ في مرماه) بخسارة الفريق 0–1 خارج ملعبهم ضد ديبورتيفو لا كورونيا. بعد ثمانية أشهر، تشاجر مع زميله خافيير بالبوا خلال التدريبات. – ومع ذلك، تم استدعاؤه لمباراة ريال مدريد التالية، في حين لم يُستدعى بالبوا. عندما تُوج ريال مدريد بالدوري الإسباني، قدّم بيبي أداءً مميزًا في مباراة الفوز 1–0 على برشلونة في كامب نو.
تعرض بيبي للإصابات بشكل مستمر خلال موسم 2008–09. في 21 أبريل 2009، تورط أيضًا في حادثة مع لاعب خيتافي خافيير كاسكيرو عندما كان التعادل 2–2 وفي الدقائق الأخيرة من المباراة، أسقط بيبي اللاعب في منطقة الجزاء وطُرد لاحقًا. ثم قام بركل كاسكيرو مرتين، مرة على ساقه وأخرى على أسفل ظهره. وأثناء محاولات سحبه بعيدًا عن كاسكيرو، ضرب رأسه وداس عليه عدة مرات. وبعدها ضرب لاعب خيتافي الآخر خوان أنخيل ألبين في وجهه بعد المشاجرة، وفي النهاية تلقى عقوبة إيقاف لمدة عشر مباريات مما أنهى موسمه.

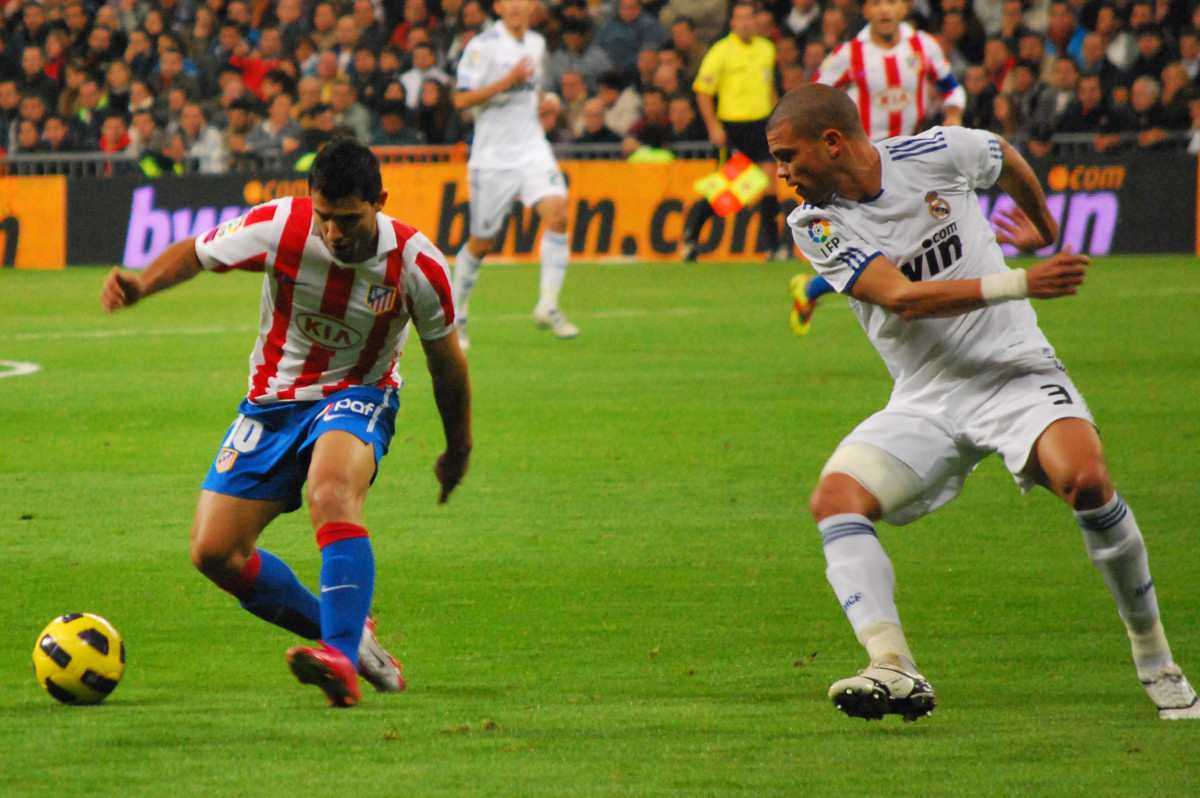
بيبي ضد سيرخيو أغويرو لاعب أتلتيكو مدريد عام 2010.

في موسم 2009–10، عاد بيبي لينافس على مكانه في التشكيلة الأساسية. في 4 أكتوبر 2009، سجل أول هدف له في الدوري، ضد إشبيلية في ملعب رامون سانشيز بيزخوان حيث سجل برأسيه بعد عرضية من غوتي وخسر الفريق حينها 1–2. ومع ذلك، في 12 ديسمبر، خلال مباراة ضد فالنسيا في ملعب ميستايا فاز الفريق 3-2، لكنه أثناء المباراة سقط بعد صراع هوائي ونُقل على نقالة خارج الملعب في الدقائق الأخيرة من الشوط الأول. أظهرت الفحوصات لاحقًا أنهُ مزق الرباط الصليبي الأمامي في ركبته اليمنى. وغاب عن باقي الموسم، مما هدد فرصه بالمشاركة في كأس العالم 2010.
في موسم 2010–11، انضم إلى ريال مدريد زملاءه في المنتخب ريكاردو كارفاليو والمدرب جوزيه مورينيو، حيثُ شكل مع كارفاليو أحد أفضل الثنائيات الدفاعية في الدوري الإسباني. في 2 أكتوبر 2010، نشرت الآس مقالًا أفادت فيه أن اللاعب جاهزًا لمغادرة النادي بسبب قانون بوسمان. وفقًا للصحيفة، «عندما وقع مع ريال مدريد في عام 2007، ضحى بجزء من راتبه لدفع رسوم انتقاله الضخمة – مما جعله أحد الأقل دخلًا في النادي، حيث كان يكسب 1.8 مليون يورو سنويًا.» مرة أخرى، غاب عن عدة مباريات بسبب الإصابة وبعد مفاوضات مرهقة، وقع أخيرًا عقدًا جديدًا، مجددًا ارتباطه بالنادي حتى عام 2015.
قضى بيبي الجزء الأخير من الموسم باللعب كوسط دفاعي حيث واجه ريال مدريد برشلونة أربع مرات في أقل من شهر. في 27 أبريل 2011، في ذهاب نصف نهائي دوري أبطال أوروبا، طُرد بشكل مُثير للجدل بعد تدخله على مدافع برشلونة داني ألفيس في خسارة الفريق 0–2 على أرضهم. وتعرض ألفيس لانتقادات شديدة أيضًا، حيثُ زعم ريال مدريد أن الظهير البرازيلي قد بالغ في السقوط. بالإضافة إلى ذلك، انتقد العديد من الرياضيين، بما في ذلك ريو فرديناند، مايكل أوين وروري ماكلروي تصرفات ألفيس. في اليوم التالي، فتح الاتحاد الأوروبي إجراءات تأديبية ضد كلا الناديين بسبب عدد من الحوادث خلال المباراة. أُعلن عن الحكم بعد ثمانية أيام: ثُبتت البطاقة الحمراء وبالتالي تلقى بيبي عقوبة إيقاف مباراة واحدة في المسابقات الأوروبية، والتي قضاها بعدم اللعب بتعادل فريقه 1-1 في مباراة الإياب في الكامب نو.

### بشكتاش
في 4 يوليو 2017 ، أعلن نادي بشكتاش التركي عن انتقال بيبي من ريال مدريد في صفقة مجانية. وبلغت قيمة عقده 9.5 مليون يورو في العامين الماضيين، بالإضافة إلى 4000 يورو مكافأة عن كل مباراة يلعبها. في 13 أغسطس، سجل بيبي هدفه الأول في مباراة الفوز على ضيفه أنطاليا سبور 2-0.
في 19 أبريل 2018 ، في مباراة الإياب من كأس تركيا ضد فنربخشة ، حصل على أول بطاقة حمراء له مع بشكتاش بعد تدخله على جوزيف دي سوزا.
في 17 ديسمبر 2018 ، ألغى بيبي عقده مع بشكتاش بالتراضي.

### العودة إلى بورتو
في 8 يناير عام 2019 ، عاد بيبي إلى بورتو بعد أكثر من عقد من الزمان، حيث وقع على عقد لمدة عامين ونصف.

## مسيرته الدولية
بدأ باللعب مع منتخب البرتغال لكرة القدم في عام 2007. وحقق مع المنتخب يورو 2016 الذي أقيم في فرنسا بالفوز على المستضيف فرنسا بهدف نظيف. وتعد هذه البطولة الأولى التي تحققها البرتغال.

## الإحصائيات
آخر تحديث 12 نوفمبر 2018.
| النادي     | الموسم   | الدوري | الدوري  | الكأس1 | الكأس1  | أوروبا | أوروبا  | أخرى2  | أخرى2   | المجموع | المجموع |
| النادي     | الموسم   | الظهور | الأهداف | الظهور | الأهداف | الظهور | الأهداف | الظهور | الأهداف | الظهور  | الأهداف |
| ---------- | -------- | ------ | ------- | ------ | ------- | ------ | ------- | ------ | ------- | ------- | ------- |
| ماريتيمو   | 2001–02  | 4      | 0       | 0      | 0       | 0      | 0       | 0      | 0       | 4       | 0       |
| ماريتيمو   | 2002–03  | 29     | 2       | 1      | 0       | 0      | 0       | 0      | 0       | 30      | 2       |
| ماريتيمو   | 2003–04  | 30     | 1       | 1      | 0       | 0      | 0       | 0      | 0       | 31      | 1       |
| ماريتيمو   | المجموع  | 63     | 3       | 3      | 0       | 0      | 0       | 0      | 0       | 66      | 3       |
| بورتو      | 2004–05  | 15     | 1       | 1      | 0       | 5      | 0       | 0      | 0       | 21      | 1       |
| بورتو      | 2005–06  | 24     | 1       | 4      | 0       | 5      | 2       | 0      | 0       | 33      | 3       |
| بورتو      | 2006–07  | 25     | 4       | 1      | 0       | 9      | 0       | 0      | 0       | 35      | 4       |
| بورتو      | المجموع  | 64     | 6       | 6      | 0       | 18     | 2       | 0      | 0       | 88      | 8       |
| ريال مدريد | 2007–08  | 19     | 0       | 3      | 0       | 3      | 0       | 0      | 0       | 25      | 0       |
| ريال مدريد | 2008–09  | 26     | 0       | 1      | 0       | 5      | 0       | 0      | 0       | 32      | 0       |
| ريال مدريد | 2009–10  | 10     | 1       | 1      | 0       | 6      | 0       | 0      | 0       | 17      | 1       |
| ريال مدريد | 2010–11  | 26     | 1       | 4      | 0       | 8      | 0       | 0      | 0       | 38      | 1       |
| ريال مدريد | 2011–12  | 29     | 1       | 7      | 0       | 9      | 0       | 0      | 0       | 45      | 1       |
| ريال مدريد | 2012–13  | 28     | 1       | 3      | 0       | 11     | 1       | 0      | 0       | 42      | 2       |
| ريال مدريد | 2013–14  | 30     | 4       | 7      | 1       | 11     | 0       | 0      | 0       | 48      | 5       |
| ريال مدريد | 2014–15  | 27     | 2       | 2      | 0       | 6      | 0       | 3      | 0       | 38      | 2       |
| ريال مدريد | 2015–16  | 21     | 1       | 1      | 0       | 9      | 0       | —      | —       | 31      | 1       |
| ريال مدريد | 2016–17  | 13     | 2       | 2      | 0       | 3      | 0       | 0      | 0       | 18      | 2       |
| ريال مدريد | المجموع  | 229    | 13      | 31     | 1       | 71     | 1       | 3      | 0       | 334     | 15      |
| بشكتاش     | 2017–18  | 23     | 2       | 5      | 0       | 6      | 0       | —      | —       | 34      | 2       |
| بشكتاش     | 2018–19  | 10     | 3       | 0      | 0       | 7      | 2       | —      | —       | 17      | 5       |
| بشكتاش     | المجموع  | 33     | 5       | 5      | 0       | 13     | 2       | 1      | 0       | 52      | 7       |
| الإجمالي   | الإجمالي | 389    | 27      | 35     | 1       | 102    | 5       | 13     | 0       | 539     | 33      |

1 تشمل كأس السوبر الإسباني وكأس السوبر التركي.
2 تشمل كأس السوبر الأوروبي وكأس العالم للأندية.

### المنتخب
آخر تحديث 20 نوفمبر 2018.
| البرتغال | البرتغال | البرتغال |
| العام    | الظهور   | الأهداف  |
| -------- | -------- | -------- |
| 2007     | 1        | 0        |
| 2008     | 12       | 1        |
| 2009     | 11       | 1        |
| 2010     | 6        | 0        |
| 2011     | 7        | 0        |
| 2012     | 12       | 1        |
| 2013     | 8        | 0        |
| 2014     | 8        | 0        |
| 2015     | 3        | 0        |
| 2016     | 13       | 1        |
| 2017     | 11       | 1        |
| 2018     | 11       | 2        |
| المجموع  | 103      | 7        |

### الأهداف الدولية
| # | التاريخ       | المكان                              | الخصم      | الهدف | النتيجة      | المسابقة               |
| - | ------------- | ----------------------------------- | ---------- | ----- | ------------ | ---------------------- |
| 1 | 7 يونيو 2008  | ملعب جنيف، جنيف، سويسرا             | تركيا      | 1–0   | 2–0          | بطولة أمم أوروبا 2008  |
| 2 | 9 سبتمبر 2009 | ملعب فيرينتس بوشكاش، بودابست، المجر | المجر      | 1–0   | 1–0          | تصفيات كأس العالم 2010 |
| 3 | 13 يونيو 2012 | أرينا لفيف، لفيف، أوكرانيا          | الدنمارك   | 1–0   | 3–2          | بطولة أمم أوروبا 2012  |
| 4 | 1 سبتمبر 2016 | ملعب دو بيسا، بورتو، البرتغال       | جبل طارق   | 5–0   | 5–0          | ودية                   |
| 5 | 2 يوليو 2017  | أوتكريتيي أرينا، موسكو، روسيا       | المكسيك    | 1–1   | 2–1 (ب.و.إ.) | كأس القارات 2017       |
| 6 | 30 يونيو 2018 | ملعب فيشت الأولمبي، سوتشي، روسيا    | الأوروغواي | 1–1   | 1–2          | كأس العالم 2018        |
| 7 | 6 سبتمبر 2018 | ملعب ألغارفي، فارو/لولي، البرتغال   | كرواتيا    | 1–1   | 1–1          | ودية                   |

## الإنجازات

### النادي
بورتو
- الدوري البرتغالي الممتاز (2): 2005–06، 2006–07
- كأس البرتغال (1): 2005–06
- كأس السوبر البرتغالي (2): 2004، 2006
- كأس الإنتركونتيننتال (1): 2004

 ريال مدريد
- الدوري الإسباني (3): 2007–08، 2011–12، 2016–17[35]
- كأس ملك إسبانيا (2): 2010–11،[36] 2013–14[37]
- كأس السوبر الإسباني (2): 2008،[38] 2012،[39]
- دوري أبطال أوروبا (3): 2013–14،[40] 2015–16،[41] 2016–17،[42]
- كأس السوبر الأوروبي (1): 2014[43]
- كأس العالم للأندية (2): 2014،[44] 2016،[45]

### المنتخب
البرتغال
- بطولة أمم أوروبا (1): 2016[46]

### الفردية
- فريق بطولة أمم أوروبا (3): 2008، 2012، 2016[47]
- فريق دوري أبطال أوروبا للموسم (1): 2013–14
- فريق الموسم من وسائل الإعلام الرياضية الأوروبية (1): 2013–14
- جائزة أفضل لاعب برتغالي (1): 2014
- فيفبرو التشكيلة الثانية (1): 2016[48]
- فيفبرو التشكيلة الثالثة (1): 2014[49]
- فيفبرو التشكيلة الرابعة (2): 2013، 2015[50][51]
- فيفبرو التشكيلة الخامسة (1): 2017[52]

### الأوسمة
- وسام الاستحقاق بدرجة قائد[53]

## وصلات خارجية
- بيبي (لاعب كرة قدم، 1983) على موقع الاتحاد الدولي (مؤرشف)  (الإنجليزية)
- بيبي (لاعب كرة قدم، 1983) على موقع الاتحاد الأوربي (الإنجليزية)
- بيبي (لاعب كرة قدم، 1983) على موقع اتحاد تركيا (لاعب) (الإنجليزية)
- بيبي (لاعب كرة قدم، 1983) على موقع قاعدة بيانات كرة القدم.إي يو (الإنجليزية)
- بيبي (لاعب كرة قدم، 1983) على موقع ليكيب (الفرنسية)
- بيبي (لاعب كرة قدم، 1983) على موقع ناشيونال فوتبول تيمز (الإنجليزية)
- بيبي (لاعب كرة قدم، 1983) على موقع Soccerbase.com (لاعب) (الإنجليزية)
- بيبي (لاعب كرة قدم، 1983) على موقع Soccerway.com (الإنجليزية)
- بيبي (لاعب كرة قدم، 1983) على موقع عالم كرة القدم.نت (الإنجليزية)
- بيبي (لاعب كرة قدم، 1983) على موقع AS.com (الإسبانية)